# Santa Maria de l'Estany

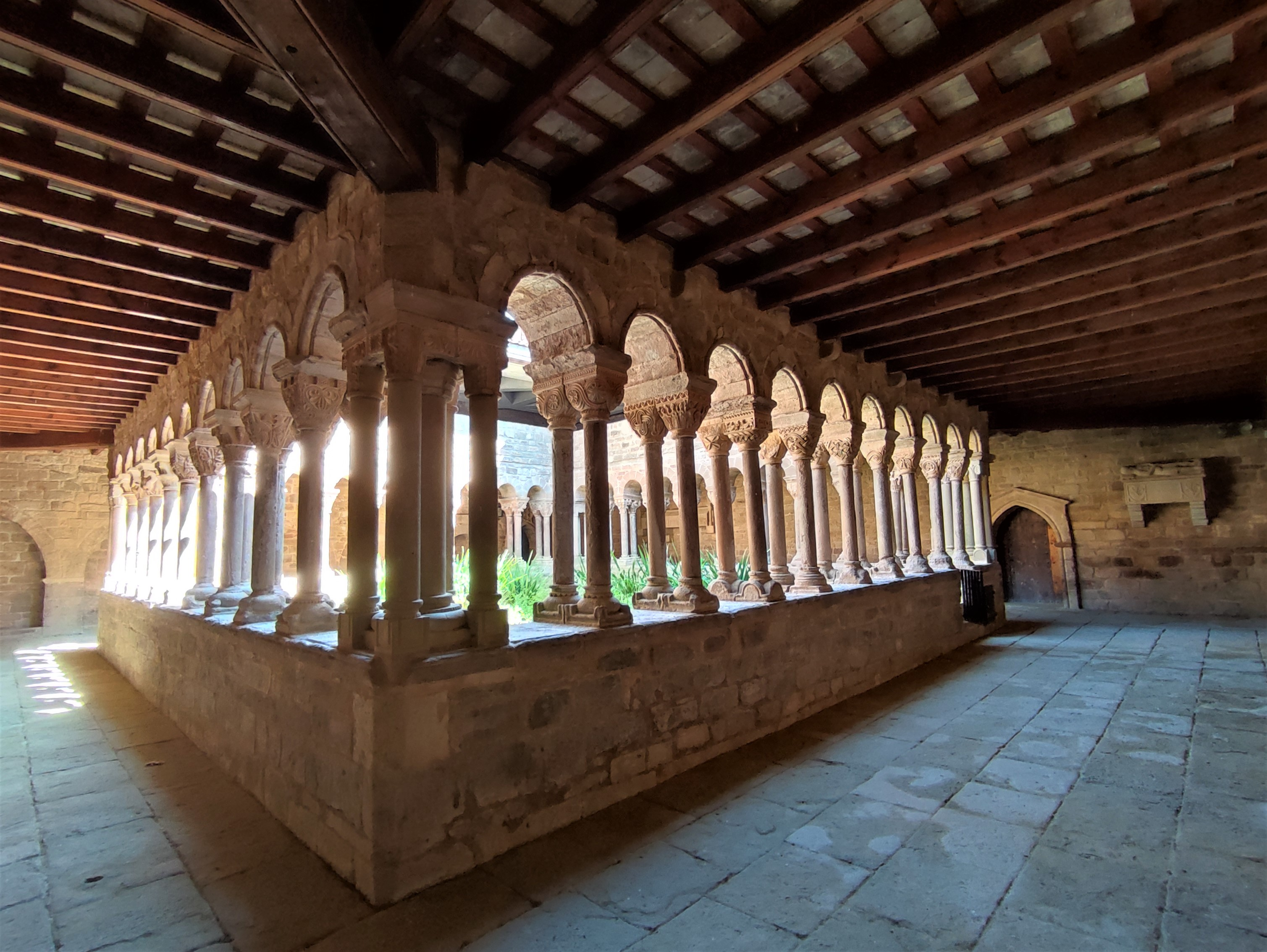
El claustre

Santa Maria de l'Estany és un monestir al municipi de l'Estany, a la comarca del Moianès. Des de principi del segle xix és l'església parroquial, no sempre ho va ser car originàriament formava part d'un monestir de canonges augustinians. Va ser fundat l'any 1080, i el claustre és una de les joies del romànic català. És llistat com Bé Cultural d'Interès Nacional, 
Des dels darrers anys del segle xx, Santa Maria de l'Estany és una petita parròquia del bisbat de Vic adscrita al rector de Santa Maria de Moià, tot i que també rep el suport d'altres capellans de les parròquies de l'entorn. Pertanyen a aquesta parròquia les altres capelles del terme: la de Mas Colom, la del Molí del Grau, a més de la del cementiri. En les antigues dependències abacials hi ha el museu i l'arxiu. S'hi mostra un conjunt d'objectes, alguns pertanyents al monestir i d'altres que els veïns del poble hi han aportat. L'arxiu té documentació des del segle xi. L'antiga casa abacial acull la Casa de la Vila de l'Estany.

## Història

### Edat mitjana

El monestir de Santa Maria de l'Estany, respecte del poble i terme de l'Estany

Fundat el 1080, l'església actual va ser consagrada el 1131, moment en què van ser fetes al monestir nombroses donacions, entre les quals destaca l'església de Santa Maria de Moià, amb tots els seus béns, drets i privilegis. Posteriorment, encara continuà rebent donacions que enriquiren el patrimoni i augmentaren el poder del monestir, com l'església de la Garriga o la pabordia de Castellterçol. Quan el bisbe de Vic, va cedir aquella pabordia a l'Estany, es va quedar amb l'església de Santa Maria de Moià, tot i que li va cedir, a canvi, les de Sant Quirze de Muntanyola, Sant Feliu de Rodors, Sant Pere de Ferrerons i Sant Fruitós de Castellterçol.
El 1332 Arnau d'Oló venia el terme d'Oló, amb els castells d'Oló i Aguiló, a Ot de Montcada, la vídua del qual, Sibil·la, el va vendre a Santa Maria de l'Estany per a pagar els deutes derivats del seu dot. Els dos castells i el terme eren empenyorats, en aquell moment. Així, el castell d'Oló va passar a dependre del monestir de l'Estany el 1369. A partir d'aquell moment, el 1386 van començar una sèrie de lluites entre els homes d'Oló i els de l'Estany per la redempció del castell, tot i que en un primer moment van veure de bons ulls el traspàs de propietat, ja que d'aquella manera es desfeien del domini dels Oló. Aviat se'n van desenganyar i reprengueren la lluita per l'alliberament, ara contra el poder eclesiàstic. En un primer moment, organitzaren un sindicat per recollir els 200.000 sous que havia costat la compra, per part del monestir de l'Estany, de castells i terme, però l'abat i els canonges de l'Estany no hi van accedir mai. La pretensió era passar a domini reial directe, situació molt més avantatjosa que l'existència d'un senyoriu, fos nobiliari o eclesial.
La confrontació amb el monestir de l'Estany fou dura i cruenta: els homes d'Oló assaltaren i incendiaren el monestir el 15 d'agost del 1395; hi hagué càstigs i represàlies, així com una lluita constant, tot i que vers 1420 els olonencs coadjuvaren en la restauració directa del monestir. Abans d'acabar l'edat mitjana, el 1487 hi hagué nous intents de redempció, que continuarien els segles següents, fins al 1606.
La dependència d'Oló del monestir de l'Estany comportà, doncs, uns dos-cents cinquanta anys molt agitats. Els olonencs lluitaren per alliberar-se del domini que els subjugava, primer senyorial i després eclesiàstic. Aquestes lluites coincideixen amb un fenomen comú a tot el país que comença a la darreria de l'edat mitjana i s'estén al llarg de tota l'edat moderna.

### Edat moderna
El patrimoni anà augmentant, i al segle xv el monestir de l'Estany tenia sota el seu domini les esglésies parroquials de Sant Pere dels Arquells i Sant Salvador de Rubinat (a la Segarra), Sant Jaume d'Olzinelles (en el terme de Sant Fruitós de Bages), Sant Fruitós de la Ginebreda i Sant Julià d'Úixols (en el terme de Castellterçol), Sant Feliu de Rodors, Sant Feliu de Terrassola, Sant Llorenç de Boada, Sant Iscle i Santa Victòria de Tolosa (a l'actual Castellar del Vallès), Santa Maria de Segur i Santa Maria de Caselles.
Per una butlla del papa Climent VIII, el 1592, el monestir de canonges regulars de Sant Agustí va ser secularitzat, convertit en col·legiata, i, finalment el 1775 el bisbe Bartolomé Sarmentero, de Vic, la va convertir en una simple parròquia que, a més, era considerada d'entrada, és a dir, de la categoria més baixa, on anaven destinats els capellans acabats d'ordenar.

### Edat contemporània
El conjunt fou restaurat el 1948-58 pel Servei de Monuments de la Diputació de Barcelona, sota la direcció de Jeroni Martorell, i en una nova campanya en els anys 1967-1970 pel mateix servei, ara sota la direcció de l'arquitecte Camil Pallàs. L'última intervenció fou a càrrec del Servei del Patrimoni Arquitectònic de la Generalitat de Catalunya (1981-1983).
Es preveu una pròxima restauració (2013) per actuar en el claustre, en el qual es durà a terme la restauració de tota la pedra.

## Descripció

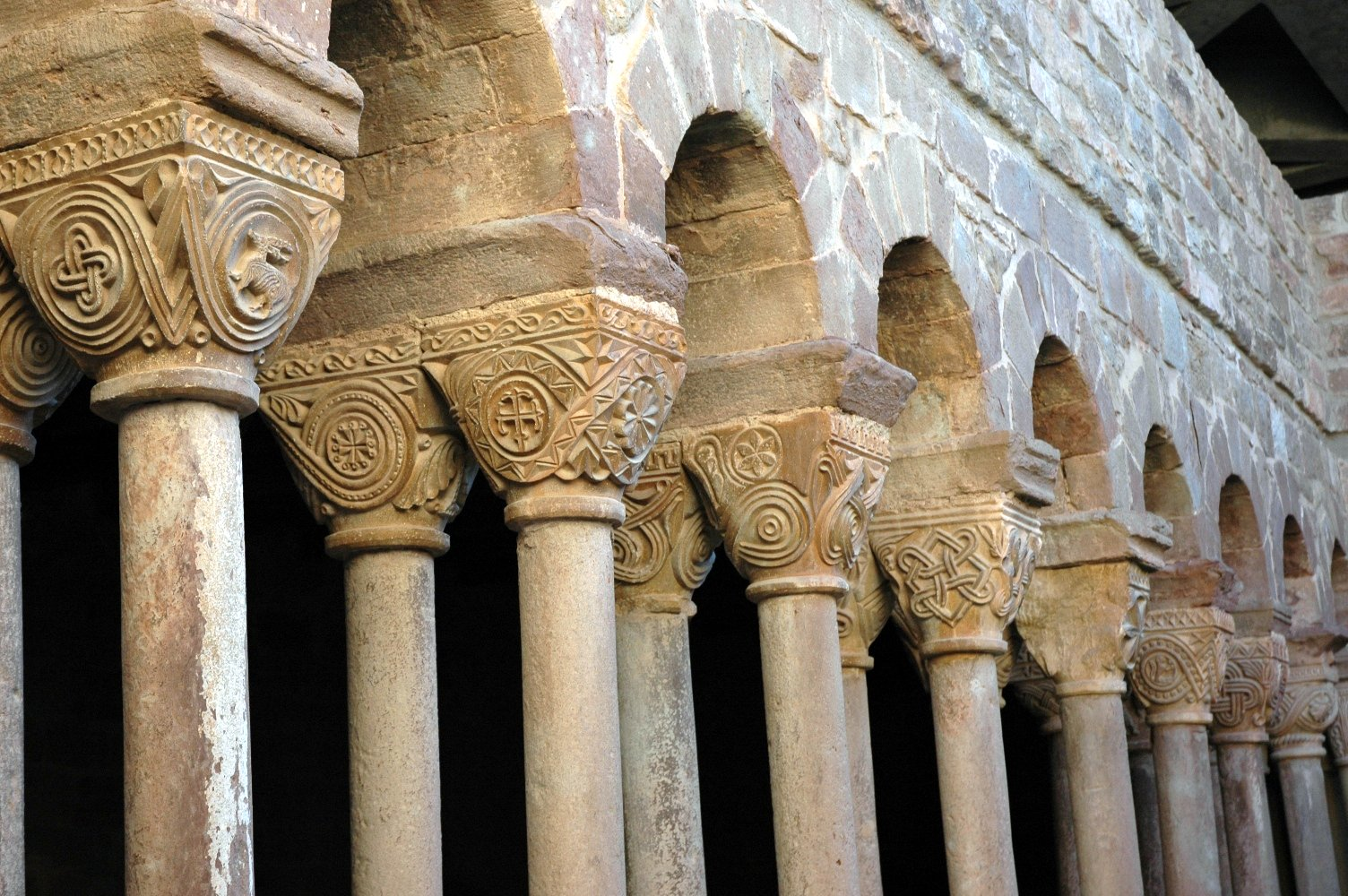
Detall del claustre

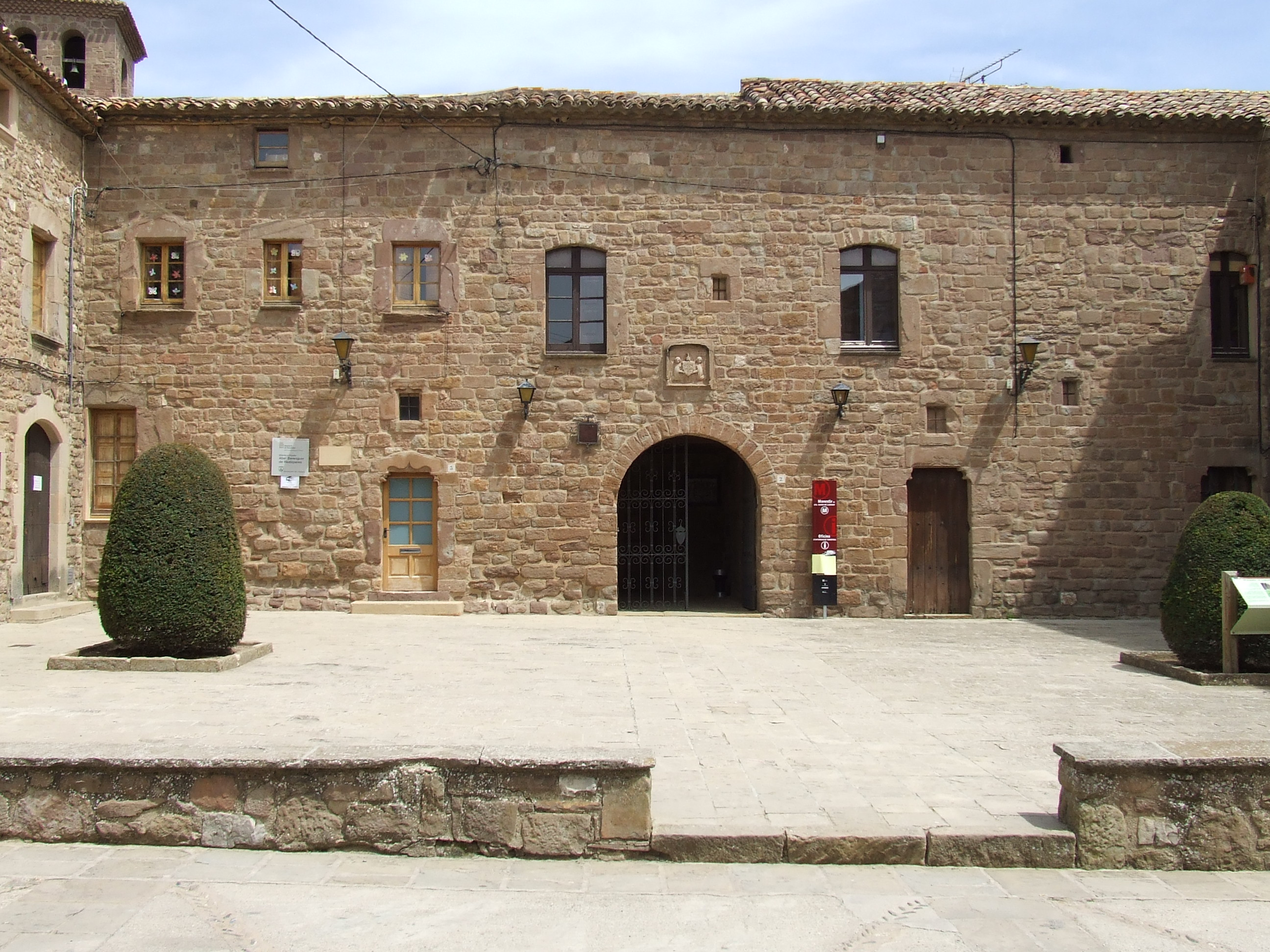
Façana sud-oest del monestir (entrada al claustre) i Plaça del Monestir

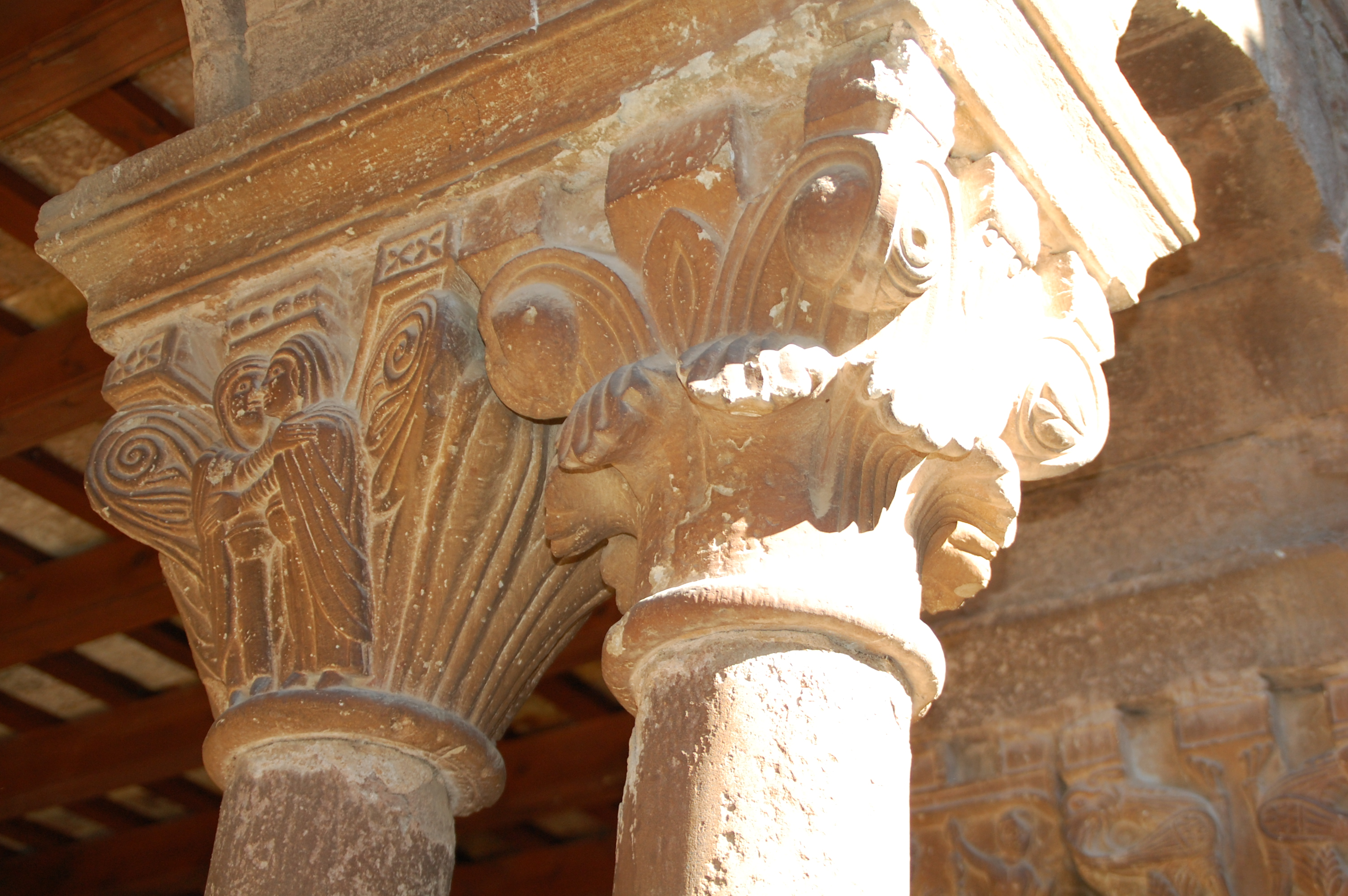
Detall de dos capitells

L'església de Santa Maria de l'Estany, amb el claustre, és un important monument romànic, flanquejat per les antigues dependències de la comunitat de canonges, que formen actualment el centre de la població.
L'església actual correspon bàsicament a la consagrada el 1133. És d'una gran sobrietat, amb una nau única amb transsepte capçat per tres absis rodons. Al creuer s'aixeca un cimbori, sobre el qual descansa el campanar, refet el 1648 després que el terratrèmol de 1448 el fes caure sobre la volta, tot provocant-ne l'esfondrament. L'església fou coberta aleshores amb un sostre embigat sobre arcs diafragma gòtics, que el 1670 foren camuflats per una volta de creueria feta amb rajol. Aquesta volta fou novament substituïda per una volta de canó arran de la restauració dels anys 1966-1970. En la mateixa restauració es van refer les dues absidioles, mutilades el segle xviii per fer-hi una capella i la sagristia. L'escultura dels elements ornamentals és, per tant totalment moderna, tot i que imita les de l'absis major. Adossada al costat sud del creuer hi ha l'antiga sala capitular, o capella de Sant Nicolau, ara capella del Santíssim.
El claustre, comunicat amb l'església per un portal gòtic del segle xvi, constitueix l'element més interessant del conjunt. Situat a migdia de l'església, és de planta quadrada, força regular, amb quatre galeries de deu arcs que descansen sobre nou parells de columnes, excepte als angles, on hi ha un grup de cinc columnes (que havien estat massissades i foren refetes en la restauració dels anys 1950). Té un total de 72 capitells, molt ben conservats, només amb algunes mutilacions intencionades. El sostre és embigat, tot i que abans sembla que era amb volta. La construcció s'allargà de mitjan segle xii fins a la fi del xiii o principi del xiv/ Hi van intervenir diversos tallers d'escultura, tal com reflecteix la diversitat temàtica dels capitells. L'ala més primitiva és la de tramuntana (la més propera a l'església). En els seus capitells s'escenifica la vida de Jesús, entre dos capitells (situats als extrems) que al·ludeixen a la redempció: el pecat original, d'un costat, i el pesament d'una ànima, de l'altre. A l'ala de llevant destaquen els temes profans (una noia pentinant-se, les esposalles d'una parella), així com motius vegetals. A les altres dues ales predominen els motius florals, de bestiari, geomètrics o heràldics. Així, trobem una sèrie de capitells dels quals destaca la talla volumètrica i les diferents temàtiques pròpies del romànic, com poden ser els motius ornamentals fitomòrfics, zoomòrfics i antropomòrfics.
Originàriament, el claustre tenia dos pisos. El superior, amb una façana totalment llisa interrompuda només per dos finestrals per banda, fou suprimit en la restauració dels anys 1948-58, i novament refet, en un llenguatge arquitectònic totalment diferent, els anys 1981-83. Aquesta última intervenció comportà la construcció d'un polèmic voladís de grans dimensions, de formigó armat, bastit per protegir els capitells de les inclemències del temps.
Envolten el claustre les antigues dependències monàstiques, bastides entre els segles xiv i xvii, que ara serveixen com a rectoria, biblioteca pública i museu.
A l'altar principal de l'església hi ha la imatge de la Mare de Déu de la Llet, gòtica, realitzada en alabastre policromat. Cal destacar en aquest claustre la figura de la Mare de Déu, una obra notable esculpida en un sol bloc d'alabastre. És la Mare de Déu de l'Estany o també coneguda per Mare de Déu de la Llet, invocada per les dones que no poden tenir fills i també per les que estan de part.

### Sarcòfag de l'abat Jaume de Rocafort o de Rocabertí
Adossat a la paret de l'ala est del claustre, a una alçada de dos metres sobre el sòl. És d'estil gòtic florit i porta una inscripció en caràcters gòtics. A cada costat de la mateixa hi veiem dues representacions de l'escut de l'abat del monestir anomenat Jaume, les despulles del qual guarda el sarcòfag. Presenta la següent inscripció: «al dia set de les Kalendes de Novembre (26 d'octubre) de l'any 1311 morí en Jaume, per la Gràcia de déu, abat de l'Estany, qui enriquí aquesta església amb molts béns espirituals i materials, l'ànima del qual pugui fruir dels celestials.»

### Sarcòfag dels Senyors de Peguera
Sepulcre que conté les despulles dels senyors de Peguera amb una inscripció de trets gòtics i el corresponent escut de la família. És d'estil gòtic i és a uns dos metres d'alçada sobre el sòl. Presenta a la part superior una escultura jacent d'un soldat vestit amb cota de malla, amb l'espasa enmig del pit i un petit gos sota els peus. La factura de l'anomenada escultura és força acurada i ben resolta. Aquest sarcòfag guarda les despulles de Bernat, Ramon i Guillem de Peguera, cavallers i soldats. Presenta una inscripció que, traduïda diria: «en l'any 1335 han estat traslladats en aquest vas els venerables Ramon, Guillem i Bernat de Peguera nobles militars i altres de la seva parentela, els quals, amb llurs béns feren prosperar molt aquesta església. Bernat feu en la mateixa algunes fundacions. Les seves ànimes regnin en la glòria».

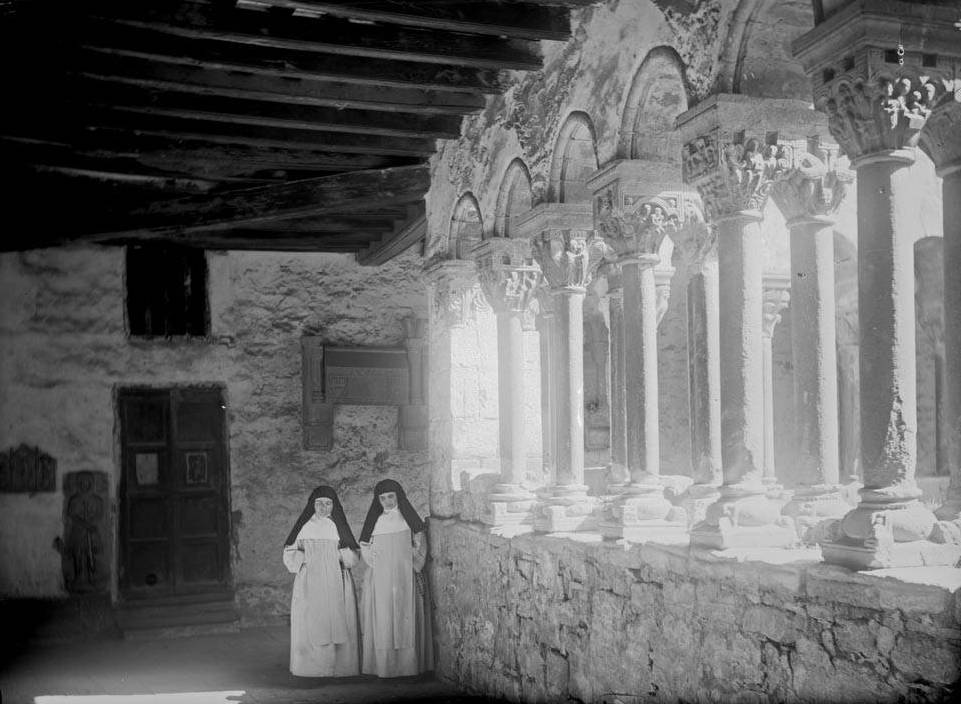
Dues monges al claustre del Monestir. Imatge de 1905

### Sarcòfag de l'abat Berenguer de Vall
És un sepulcre d'estil gòtic al mig dels tres adossats a l'ala Est del claustre, a uns dos metres sobre el sòl. Presenta una inscripció de caràcters gòtics entre dues imatges de l'escut de la casa de Vall: un lleó coronat situat en posició rampant. La inscripció diu: «als quatre Idus del Mes de Maig (el 12) de l'any 1316, morí el senyor Barnat de Vall de grata memòria, abat d'aquesta església, l'ànima del qual sigui col·locada en el celest soli».

### Sarcòfag de Berenguer de Riudeperes
És un caròfag d'estil gòtic florit a la banda dreta del grup de tres adossats a l'ala est del claustre, a dos metres d'alçada sobre el sòl. Entre la inscripció gòtica apareix l'escut de la família dels nobles senyors del castell i terme de Riudeperes: tres peres d'argent sobre camp d'or. La inscripció diu: «a XVII de les Kalendes de Novembre de l'any del Senyor 13… morí Berenguer, per la gràcia de déu, abat d'aquesta església, que feu construir de nou l'altar de Sant Antoni; sacerdot perpetu; i fundà en el mateix dos aniversaris, i enriquí molt l'església així en l'espiritual com en el temporal. Descansi en pau».